# 下松サービスエリア
下松サービスエリア（くだまつサービスエリア）は山口県下松市切山の山陽自動車道上にあるサービスエリア。
当サービスエリアはウェルカムゲート（24時間利用可能）を通して一般道路から利用できる。当初は上り線のみであったが、2008年（平成20年）4月20日からは下り線も利用できるようになった。
2019年秋から、周南市で開催される「萌えサミット」とタイアップし、上り線側に「まわり みなみ」、下り線側に「くだり まつ」の萌えキャラが、ほぼ等身大でドアにラッピングされるとともに、木像も設置されている。

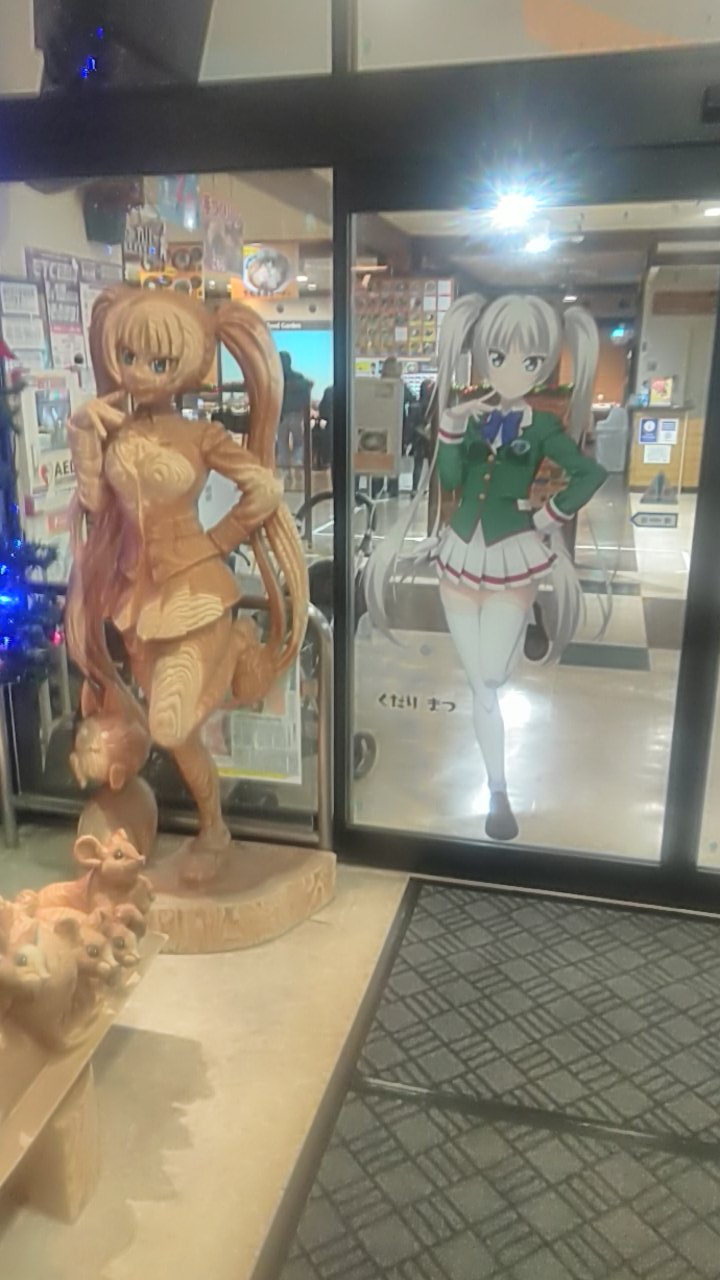
下松サービスエリア下りの萌えキャラ「くだり まつ」

## 道路
- E2 山陽自動車道

## 施設

### 上り線（広島方面）
- 駐車場
  - 大型30台
  - 小型72台
  - 車椅子用駐車場有
- トイレ

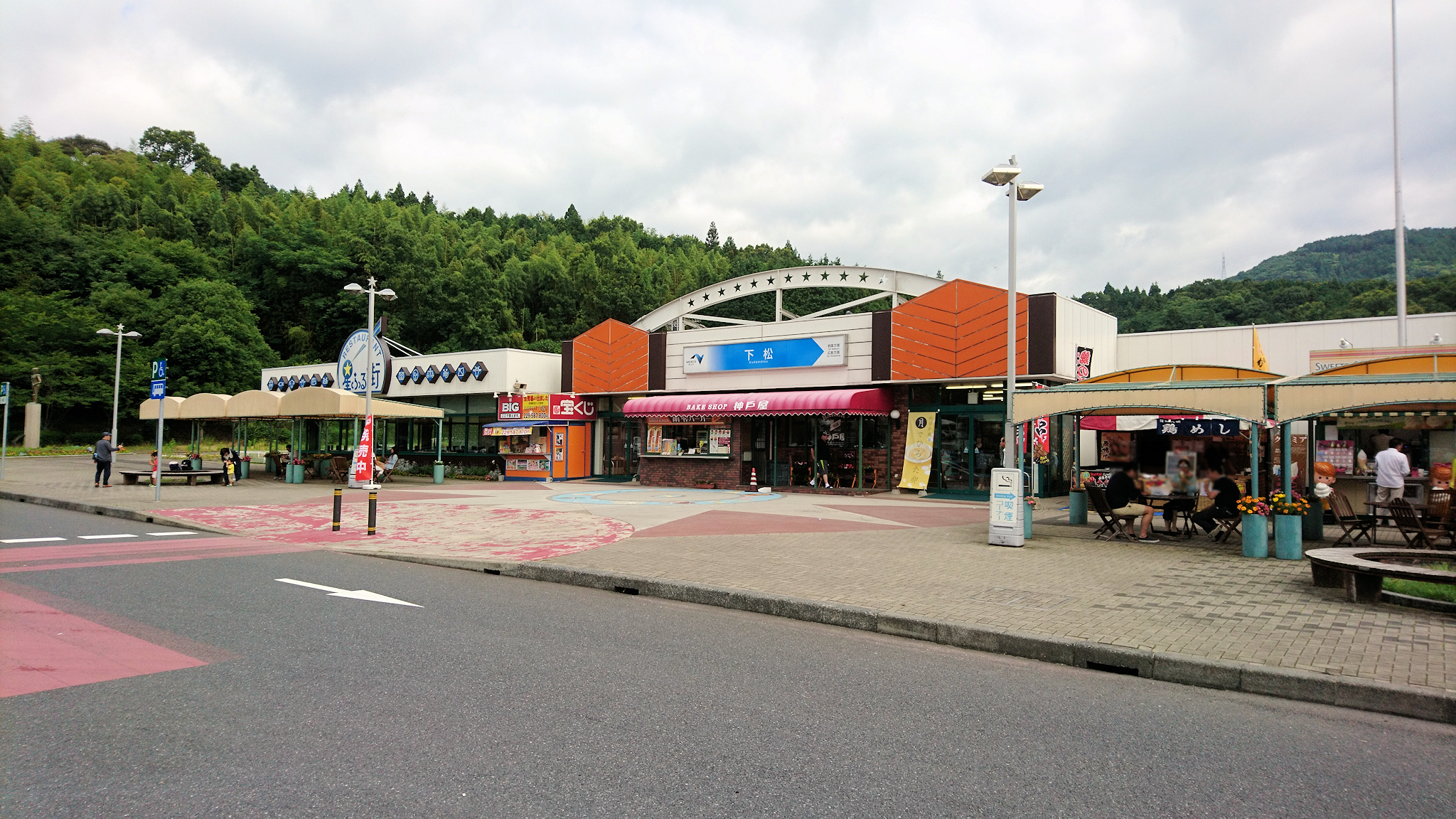
上り線施設

  - 男性大4（和式1・洋式3）※うちファミリートイレ1・小10
  - 女性21（和式4・洋式17）※うちファミリートイレ1
  - 車椅子用2
- ガソリンスタンド（ENEOS（高山石油）、24時間）
以前は高山エネルギー(株)が運営していた。
- 電気自動車用急速充電器（24時間、要事前登録）
- レストラン 「旬鮮美味」（イーグル興業、11:00-21:00（ラストオーダー20:30））
- スナック（イーグル興業、24時間）
- ショッピング（イーグル興業、24時間）
- ベーカリー（平日7:00-18:00/休日7:00-20:00）
- 宅配サービス
- 酸素バー（7:00-22:00）
- 自動販売機
- 携帯電話充電器（24時間）
- インフォメーション・FAXサービス（平日9:00-17:00/土曜・日曜・祝日9:00-18:00）
- ベビーコーナー
- ハイウェイ情報ターミナル
- 宝くじコーナー（11:00-17:00）
- 神戸屋（7:00-20:00、夜間無人利用）

### 下り線（山口方面）
- 駐車場
  - 大型38台
  - 小型72台
  - 車椅子用駐車場有
- トイレ
  - 男性大4（和式1・洋式3）※うちファミリートイレ1・小10
  - 女性21（和式4・洋式17）※うちファミリートイレ1
  - 車椅子用2
- ガソリンスタンド（apollostation（旧:IDEMITSU）&西日本宇佐美、24時間）
以前は共立石油(株)が運営していた。
次の佐波川SAの給油施設は深夜営業をしていない。次の深夜営業を行う給油施設は美東SA（下関・北九州方面）または安佐SA（山口IC・広島北JCT方面）となる。
- 電気自動車用急速充電器（24時間、要事前登録）
- レストラン 「Western(ウエスタン)」（イーグル興業、11:00-21:00（ラストオーダー20:30））
- スナック（イーグル興業、24時間）
- ショッピング（イーグル興業、24時間）
- ベーカリー「カントリーベーカリー」（7:00-20:00）
- 宅配サービス
- 自動販売機
- 携帯電話充電器（24時間）
- インフォメーション・FAXサービス（平日9:00-17:00/土曜・日曜・祝日8:00-17:00）
- ベビーコーナー
- ハイウェイ情報ターミナル
- 宝くじコーナー（8:00-17:00）

## 隣
E2 山陽自動車道
(36)熊毛IC - 下松SA - (37)徳山東IC

## ギャラリー

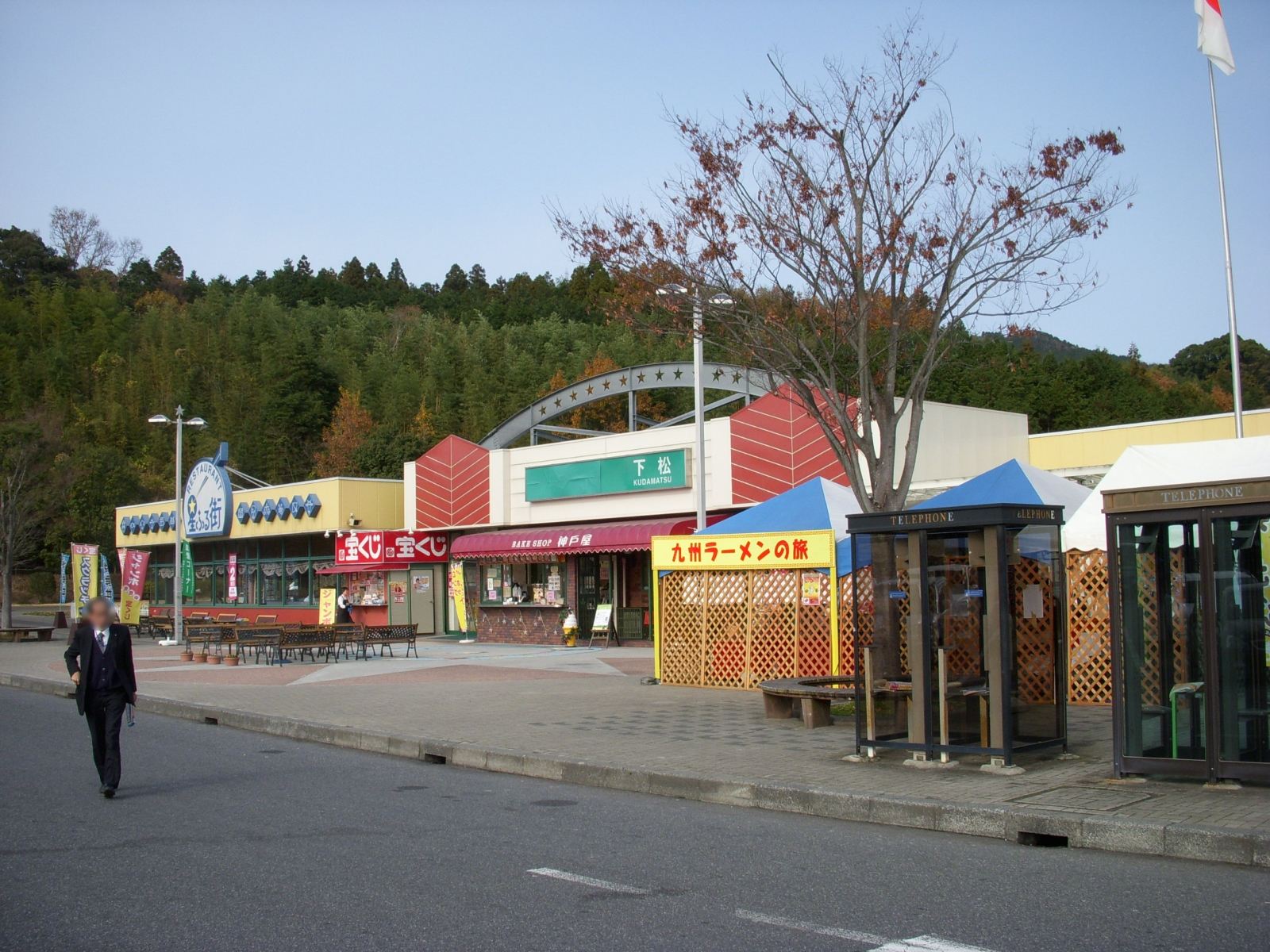
上り線側（J-SAPAブランド時代のもの）
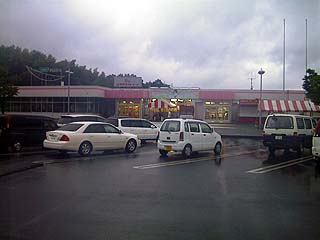
下り線側（旧・建物）